# Volkmar Götz
Volkmar Götz (* 28. November 1934 in Plauen) ist ein deutscher Rechtswissenschaftler.

## Leben
Die Promotion zum Dr. jur. erfolgte 1960 mit einer Arbeit über Sachmängelhaftung beim Kauf. 1966 wurde Volkmar Götz Privatdozent an der Universität Frankfurt, im folgenden Jahr ordentlicher Professor an der Universität Göttingen. 1998 erhielt er einen Jean-Monnet-Lehrstuhl für Europarecht. Außer dem Europarecht forscht er auf vielen Gebieten des Öffentlichen Rechts, z. B. dem Polizei- und Ordnungsrecht, dem Wirtschaftsverwaltungsrecht und dem Landwirtschaftsrecht. Nach der Wiedervereinigung war er von 1991 bis 1993 am Wiederaufbau der juristischen Fakultät der Universität Halle-Wittenberg beteiligt.
1971 wurde Volkmar Götz nebenberuflich Richter am OVG Lüneburg und 1991 stellvertretendes Mitglied des Niedersächsischen Staatsgerichtshofs.
Mittlerweile ist er emeritiert.

## Werke (Auswahl)
- Verfasser:
  - Bauleitplanung und Eigentum. Metzner, Frankfurt a. M., Berlin 1969.
  - Allgemeines Polizei- und Ordnungsrecht. 15. Auflage. Beck, München 2013, ISBN 978-3-406-63908-1.
- Herausgeber:
  - mit Hans Hugo Klein, Christian Starck: Die öffentliche Verwaltung zwischen Gesetzgebung und richterlicher Kontrolle. Göttinger Symposion. Beck, München 1985, ISBN 3-406-31103-2.